# Erotides cosnardi
Erotides cosnardi es una especie de escarabajo perteneciente al género de Erotides perteneciente a la familia de los lícidos. Se trata de una especie nativa de bosques de haya vieja en Gran Bretaña.
Aún cuando el Erotides cosnardi no ha sido evaluado para la Lista Roja europea de escarabajos saproxílicos, su estado de conservación ha sido evaluado como En Peligro en Gran Bretaña. 

## Ciclo de vida
Las larvas se desarrollan en el duramen podrido de blanquecino del interior de las cavidades del tronco de hayas viejas. Las larvas pueden ser carnívoras u omnívoras. Sus alimentos se digieren externamente mediante enzimas secretadas a través de las piezas bucales y sólo ingieren alimentos líquidos. Esto sugiere que las larvas pueden desarrollarse en las cavidades de los árboles, tanto en la base como en los agujeros de podredumbre en lo alto del tronco.
Los adultos tienen una vida corta y permanecen activos desde mayo hasta junio. Esta breve ventana de actividad de cinco a seis semanas puede variar según las condiciones climáticas locales.

## Distribución
E. cosnardi es una especie infrecuente de escarabajos. Se han aislado principalmente en dos áreas de Gran Bretaña: el cañadón del río Wye en el extremo Este del Bosque de Dean y las colinas de South Downs. Se han reportado hayazgos infrecuentes de distribución global en Europa Central, muy localizado a áreas de bosques antiguos. Se encuentra en la Lista Roja de todos los países europeos donde se sabe que albergan poblaciones locales del escarabajo. Se encuentra ausente en las hayas antiguas más típicas de las tierras bajas de New Forest, Savernake Forest y Windsor Great Park.